# スクランブルスピリッツ
『スクランブルスピリッツ』（Scramble Spirits）は、セガ・エンタープライゼス（後のセガ）の縦スクロールシューティングゲーム。日本では、1988年よりアーケードゲームとして稼働を開始した。アーケード版のシステム基板は「セガ・システム24」を使用している。2人同時プレイ可能。

## ストーリー
世界の小国家を単位とした統一国家が築かれた核戦争後の地球。ある日、統一国家の中央本部に正体不明の敵が次々と小国家を攻撃しているという緊急報告が入電する。統一国家軍は、正体不明の敵を殲滅させるべく2名のトップパイロットに緊急発進（スクランブル）をかけた。

## ゲームシステム
全6ステージの縦スクロールシューティングゲーム。アーケード版は縦画面。操作は8方向レバーとショット（対空・対地兼用）、フォーメーションチェンジ、スペシャルアタックの3ボタン。敵の武装ヘリを破壊するとオプション機が出現し、回収することで自機の左右に1機ずつ装着できる。
オプション機はフォーメーションチェンジで対空攻撃と対地攻撃を切り替えることが出来る。また、オプション機装着中にスペシャルアタックを押すと、オプション機を特攻させ大型ボムとして使用することが出来る。特攻させたオプション機は被弾状態で浮遊するので、回収して再度オプションとして装着することが可能である。オプション機の被弾状態は一定時間で回復するが、被弾状態のまま再度特攻させると、そのオプション機は消滅する。
奇数ステージには、ステージの途中で敵の空母や基地に急降下して奇襲を行うボーナスシーンが存在する。ボーナスシーンでは敵の攻撃を被弾してもミスにはならないが、一定時間自機の操作が不能になる。

## 移植作品
| No. | タイトル               | 発売日         | 対応機種               | 開発元 | 発売元                          | メディア                    | 型式 | 備考 |
| --- | ---------------------- | -------------- | ---------------------- | ------ | ------------------------------- | --------------------------- | ---- | ---- |
| 1   | Scramble Spirits       | 1989           | 海外版マスターシステム | 不詳   | セガ                            | カートリッジ（ROM容量不明） | -    |      |
| 2   | スクランブルスピリッツ | 2020年12月17日 | アストロシティミニ     | 瑞起   | セガトイズ（発売） セガ（販売） | プリインストール            |      |      |

- 海外版マスターシステム（SEGA MASTER SYSTEM。SMS）版は国内未発売であるが、セガ非公認のカートリッジ変換アダプターを使えば 、国内販売版セガ・マスターシステムでもプレイ出来る可能性がある。成功すれば、国内版SMSやセガ・マークIIIの周辺機器に内蔵しているFM音源に対応したゲーム音楽を聴きながらプレイ出来る。2人同時プレイ可能。全6ステージ。

- アストロシティミニ版は、1980年代から1990年代中期のアーケードゲーム36作品（+おまけ1作品）が本体にプリインストールされており、この一つとしての収録。オリジナルを（ほぼ）完全な形で家庭用ゲーム機に移植するのは国内初となる。いわゆる「どこでもセーブ」（ステートセーブ）機能が実装されているほか、ブラウン管のスキャンラインを再現する映像にすることもできる。
  - アストロシティミニ本体には液晶ディスプレイが一体化して内蔵されている、このディスプレイの向きは固定で、縦画面[注 1]である本作では横画面の中心に縦画面映像を映す「レターボックス」となり、オリジナルよりも大幅に縮小された画面でプレイすることになる（物理的に横置きにしても画面が回転したりはしない）。このため、本体に実装された映像出力端子を使い外部ディスプレイでプレイするほうが望ましい。ただし外部出力でも基本的にはレターボックスのままとなる。
  - 2人同時プレイも可能だが、アストロシティミニ本体にはコントローラーが1P分しか備わっていないため、別売りのコントロールパッドやジョイスティックが必要（両方とも公式には専用品が必要で、他機種用のものは使い回せない）。